# Sankt Wolfgang (Gemeinde Aigen-Schlägl)
Sankt Wolfgang, auch St. Wolfgang am Stein, ist eine Ortschaft in der Gemeinde Aigen-Schlägl im Bezirk Rohrbach in Oberösterreich.

## Geographie
Das Dorf Sankt Wolfgang ist ein Kirchweiler mit weiteren verstreut liegenden Höfen und Häusern. Es liegt im Waldgebiet Mühlholz zwischen Großer und Kleiner Mühl und gehört zum Einzugsgebiet des Schwalsödter Bachs. Die Ortschaft umfasst 41 Adressen (Stand: 1. April 2020).

## Geschichte
Sankt Wolfgang wurde im Jahr 1430 erstmals urkundlich erwähnt. Die römisch-katholische Pfarrzugehörigkeit des Dorfs wechselte 1775, auf Anordnung von Fürstbischof Leopold Ernst von Firmian, von Rohrbach zu Aigen. Bis zur Gemeindefusion von Aigen im Mühlkreis und Schlägl am 1. Mai 2015 gehörte die Ortschaft zur Gemeinde Schlägl.

## Kultur und Sehenswürdigkeiten

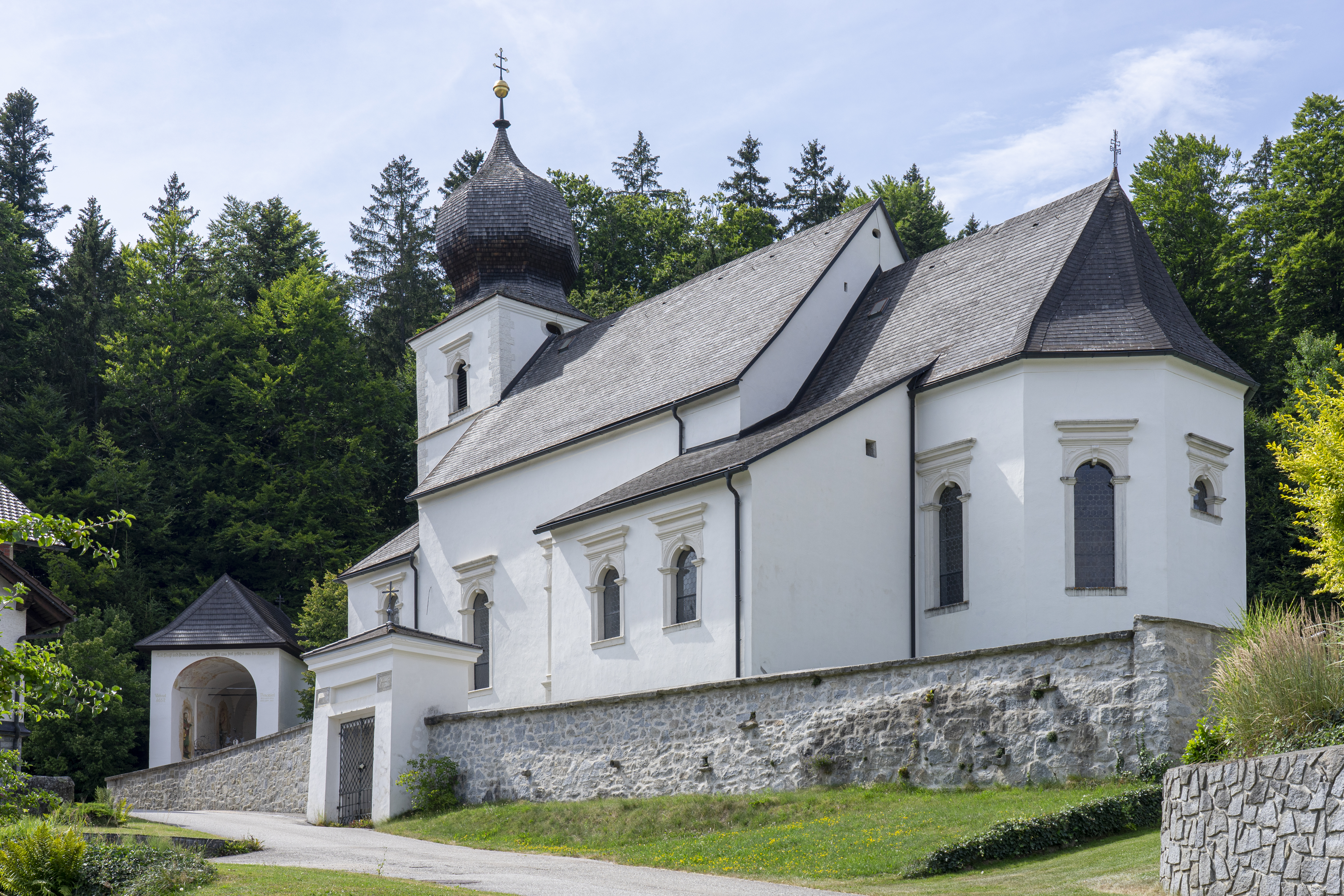
Wallfahrtskirche mit Brunnen- und Friedenskapelle

Die Wallfahrtskirche St. Wolfgang am Stein ist ein bedeutender spätgotisch-frühbarocker Bau mit einer reichhaltigen frühbarocken Einrichtung. Sie steht in erhöhter Lage am westlichen Ortsrand und ist von einem ehemaligen Friedhof umgeben. Bei der Wallfahrtskirche befinden sich die 1644 erbaute Brunnenkapelle und die 1652 errichtete monumentale Friedenskapelle.
Von Schlägl nach Sankt Wolfgang verläuft ein Wallfahrtsweg, an dem die 1876 erbaute Kapelle zum Steinernen Herrgott mit dem Felsblock Teufelsstein steht. In deren Nähe gibt es eine aus dem 18. Jahrhundert stammende Tabernakelsäule aus rotem Marmor. Im Mühlholz steht ein mit der Jahreszahl 1859 bezeichneter Breitpfeiler. Der Jakobsweg Oberes Mühlviertel und der Rupertiweg führen durch das Dorf. Gleiches gilt für die Wanderreitroute Böhmerwald – Große Mühl.